# Мазинг, Отто Вильгельм
Отто Вильгельм Мазинг (нем. Otto Wilhelm Masing, 8 ноября 1763 — 15 марта 1832) — эстонский пастор, просветитель, языковед.

## Биография
Родился в семье церковного кистера — отец Христиан Мазик (Christian Masick) был эстонцем, а мать — Анна Людовика Хильдебрандт (Anna Ludovica Hildebrandt) — немкой. 
Образование получил в Эстляндии (Нарвская городская школа) и Германии, где он учился в гимназии города Торгау, а затем в Университете Галле на теологическом факультете. Завершив образование вернулся в Эстонию.
Служил пастором, начиная с 1788 года в Люганузе (эст. Lüganuse, нем. Luggenhusen), с 1795 года в Виру-Нигула (эст. Viru-Nigula, нем. Maholm). С 1815 года и до самой смерти в 1832 году — пастор в Экси (эст. Äksi, нем. Ecks). С 1818 года асессор обер-консистории Лифляндской губернии, а с 1821 пробст.
Похоронен в Тарту на кладбище Раади.

## Творчество
Отто Вильгельм Мазинг — автор религиозных и образовательных сочинений, букварей. Также был редактором периодических изданий на эстонском языке, предназначавшихся для эстонских крестьян. Занимался изучением эстонского языка. Мазинг известен тем, что ввёл в эстонский алфавит букву Õ .